# Ian Knight
Pour les articles homonymes, voir Knight.
Ian Knight (né en 1956) est un historien britannique.

## Biographie
Il étudie l'histoire afro-caribéenne à l'université du Kent au Royaume-Uni, puis il se spécialise dans l'histoire militaire de l'Afrique australe et en particulier dans l'histoire de la nation zouloue et de la guerre anglo-zouloue de 1879. Il publie de très nombreux livres sur le sujet (près d'une trentaine) et participe en 2000 à la direction des  premières fouilles archéologiques du champ de bataille d'Isandhlwana. Il prête son concours en qualité de consultant pour des chaînes de télévision britannique et américaine lors de la réalisation de documentaires sur la guerre anglo-zouloue, et à l'occasion il fait part de son expertise pour la vente d'objets de cette époque ou pour des événements commémoratifs.

## Œuvres (non exhaustif)
- (en) Great Zulu battles, 1838-1906, Castle Books, 1988,  (ISBN 0-785-81569-4)
- (en) Queen Victoria's Enemies (2): Northern Africa, Bloomsbury USA, 1989
- (en) Zulu 1816–1906, Bloomsbury USA, 1995
- (en) The Anatomy of the Zulu Army, from Shaka to Cetshwayo 1818-1879, Greenhill Books, Londres, 1999,  (ISBN 1-85367-363-3)
- (en) avec Ian Castle, Zulu War, 1879, Osprey campaign, 2001,  (ISBN 1-855-32165-3)
- (en) With his face to the foe : the life and death of Louis Napoléon, the prince imperial, Zululand, 1879, Staplehurst (GB), 2001
- (en) Isandlwana 1879, Osprey campaign, 2002,  (ISBN 978-1-841-76511-2)
- (en) The National Army Museum book of the Zulu war, Pan Books, 2003,  (ISBN 0-330-48629-2)
- (en) Boer Commando 1876 - 1902, Osprey publishing, 2004
- (en) British fortifications in Zululand, 1879, Osprey publishing, 2005
- (en) Brave Men's Blood - the Anglo-Zulu war of 1879, Pen & Sword Military Classics, 2005,  (ISBN 978-1844152124)
- (en) Companion to the Anglo-Zulu War, Pen & Sword Military Classics, 2008
- (en) Maori Fortifications, Bloomsbury USA, 2009
- (en) Zulu Rising, Pan, 2011
- (en) The New Zealand Wars 1820–72, Bloomsbury Publishing, 2013  (ISBN 978-1780962795)
- (en) Boer Guerrilla vs British Mounted Soldiers: South Africa 1880-1902, Osprey publishing, 2017

## Prix et récompenses
- Prix du Royal United Services Institute pour la meilleure histoire militaire en 2003[4].